# Ordres de grandeur de masse
Pour des articles plus généraux, voir ordre de grandeur et masse.
Pour illustrer les différents ordres de grandeur de masse, le tableau ci-dessous donne des exemples d'objets dont les masses s'étalent entre 1,5 × 10−37 et 1,6 × 1060 kg.

## Exemples de valeurs de masse
| Facteur (kg)            | Valeur                       | Exemple |
| ----------------------- | ---------------------------- | --- |
| 10-37                   | 1,53 × 10−37 kg              | limite supérieure de la masse du neutrino électronique (0,086 eV/c2)                                                                     |
| 10-36                   |                              | |
| 10-35                   |                              | |
| 10-34                   |                              | |
| 10-33 quectogramme (qg) |                              | |
| 10-32                   |                              | |
| 10-31                   | 9,109 382 6(16) × 10−31 kg   | un électron (511 keV/c2), la particule élémentaire la plus légère avec une masse au repos mesurée différente de zéro.                    |
| 10-30 rontogramme (rg)  |                              | |
| 10-29                   |                              | |
| 10-28                   | 1,883 531 30(11) × 10−28 kg  | un muon (106 MeV/c2) |
| 10-27 yoctogramme (yg)  | 1,660 538 86(28) × 10−27 kg  | une unité de masse atomique (uma) ou dalton (Da)                                                                                         |
| 10-27 yoctogramme (yg)  | 1,672 621 71(29) × 10−27 kg  | un proton (938,3 MeV/c2) |
| 10-27 yoctogramme (yg)  | 1,674 × 10-27 kg             | un atome d'hydrogène, l'atome le plus léger                                                                                              |
| 10-27 yoctogramme (yg)  | 1,674 927 471(21) × 10−27 kg | un neutron (939,6 MeV/c2) |
| 10-26                   | 1,15 × 10-26 kg              | un atome de lithium (6,941 uma) |
| 10-26                   | 2,99 × 10-26 kg              | une molécule d'eau (18,015 uma). |
| 10-26                   | 7,95 × 10-26 kg              | un atome de titane (47,867 uma) |
| 10-25                   | 1,79 × 10-25 kg              | un atome d'argent (107,868 2 uma) |
| 10-25                   | 1,6 × 10-25 kg               | un boson Z (91,2 GeV/c2) |
| 10-25                   | 3,1 × 10-25 kg               | un quark top (173 GeV/c2), la particule élémentaire la plus lourde connue                                                                |
| 10-25                   | 3,2 × 10-25 kg               | une molécule de caféine (194 uma) |
| 10-25                   | 3,45 × 10-25 kg              | un atome de plomb 208, l'isotope stable le plus lourd connu                                                                              |
| 10-24 zeptogramme (zg)  | 1,48 × 10-24 kg              | une molécule de chlorophylle a, principale forme de chlorophylle                                                                         |
| 10-23                   |                              | |
| 10-22                   | 1,1 × 10-22 kg               | une molécule d'hémoglobine A, principale forme d'hémoglobine humaine                                                                     |
| 10-21 attogramme (ag)   |                              | |
| 10-20                   | 10-20 kg                     | un petit virus |
| 10-19                   |                              | |
| 10-18 femtogramme (fg)  |                              | |
| 10-17                   | 1,1 × 10-17 kg               | équivalent de masse d'un joule |
| 10-17                   | 4,6 × 10-17 kg               | équivalent de masse d'une calorie |
| 10-16                   | 7 × 10-16 kg                 | masse d'une bactérie Escherichia coli (E. coli)                                                                                          |
| 10-15 picogramme (pg)   |                              | |
| 10-14                   |                              | |
| 10-13                   |                              | |
| 10-12 nanogramme (ng)   | 10-12 kg                     | la masse moyenne d'une cellule (1 nanogramme)                                                                                            |
| 10-11                   |                              | |
| 10-10                   |                              | |
| 10-9 microgramme (µg)   | 2 × 10-9 kg                  | l'incertitude sur la masse du prototype du kilogramme (2 microgrammes)                                                                   |
| 10-9 microgramme (µg)   | 3 × 10-9 kg                  | un petit grain de sable (0,063 mm de diamètre, 3 microgrammes)                                                                           |
| 10-8                    | 2,176 44(11) × 10-8 kg       | masse de Planck |
| 10-7                    |                              | |
| 10-6 milligramme (mg)   | 1–2 × 10-6 kg                | la masse typique d'un moustique (1–2 milligrammes)                                                                                       |
| 10−5 centigramme (cg)   | 9 × 10-5 kg                  | un gros grain de sable (2 mm de diamètre, 90 milligrammes)                                                                               |
| 10−4 décigramme (dg)    | 1,5 × 10-4 kg                | la quantité typique de caféine dans une tasse de café (150 milligrammes)                                                                 |
| 10−4 décigramme (dg)    | 2 × 10-4 kg                  | un carat métrique (200 milligrammes) |
| 10-3 gramme (g)         | 10-3 kg                      | Un centimètre cube d'eau (1 gramme) et un billet de 1 dollar (0,90 gramme)                                                               |
| 10-3 gramme (g)         | 5 × 10-3 kg                  | Une feuille de papier au format A4, au grammage de 80 g/m2 (5 grammes)                                                                   |
| 10-3 gramme (g)         | 8 × 10-3 kg                  | pièces typiques : un euro (7,5 grammes) et un dollar US (8,1 grammes)                                                                    |
| 10-2 décagramme (dag)   | 1,2–4 × 10-2 kg              | une souris adulte (Mus musculus, 12-40 grammes)                                                                                          |
| 10-2 décagramme (dag)   | 2,8 × 10-2 kg                | une once dans le système anglo-saxon (avoirdupois) (28,35 grammes)                                                                       |
| 10-2 décagramme (dag)   | 6 × 10-2 kg                  | la masse d'un œuf de poule moyen (60 grammes)                                                                                            |
| 10-1 hectogramme (hg)   | 0,2 kg                       | une orange moyenne (200 grammes) |
| 10-1 hectogramme (hg)   | 0,454 kg                     | une livre dans le système anglo-saxon (avoirdupois) (454 grammes)                                                                        |
| 1 kg kilogramme (kg)    | 1 kg                         | un litre d'eau, approximativement |
| 1 kg kilogramme (kg)    | 2,6-4 kg                     | un nouveau-né humain |
| 1 kg kilogramme (kg)    | 3–4 kg                       | masse du squelette féminin |
| 1 kg kilogramme (kg)    | 4,0 kg                       | en athlétisme, la masse d'un poids féminin                                                                                               |
| 1 kg kilogramme (kg)    | 4–6 kg                       | masse du squelette masculin |
| 1 kg kilogramme (kg)    | 5–7 kg                       | la masse d'un chat |
| 1 kg kilogramme (kg)    | 7,260 kg                     | en athlétisme, la masse d'un poids masculin                                                                                              |
| 101                     | 10–30 kg                     | Un moniteur cathodique ou un poste de télévision                                                                                         |
| 101                     | 15–20 kg                     | un chien de taille moyenne |
| 101                     | 70 kg                        | un être humain adulte |
| 102                     | 180–250 kg                   | un lion adulte, la femelle (180 kg) et le mâle (250 kg)                                                                                  |
| 102                     | 700 kg                       | une vache laitière |
| 103 mégagramme (Mg)     | 1 000 kg                     | une tonne métrique; un mètre cube d'eau                                                                                                  |
| 103 mégagramme (Mg)     | 1 016 kg                     | une tonne (Britannique) / 1 tonne longue (U.S.)                                                                                          |
| 103 mégagramme (Mg)     | 800–1 600 kg                 | une automobile typique |
| 103 mégagramme (Mg)     | 3 000–7 000 kg               | un éléphant adulte, un tyrannosaurus adulte                                                                                              |
| 104                     | 1,1 × 104 kg                 | la masse du télescope spatial Hubble (11 tonnes)                                                                                         |
| 104                     | 1,2 × 104 kg                 | la masse record du plus grand éléphant (12 tonnes)                                                                                       |
| 104                     | 1,4 × 104 kg                 | la masse de la cloche de Big Ben (14 tonnes)                                                                                             |
| 104                     | 6,0 × 104 kg                 | la masse de la plus grande météorite, Hoba West Meteorite (60 tonnes)                                                                    |
| 104                     | 8–10 × 104 kg                | la masse du plus grand dinosaure connu, l'Argentinosaurus (80–100 tonnes)                                                                |
| 105                     | 105 kg                       | la masse du plus grand animal actuel, la baleine bleue (100 tonnes)                                                                      |
| 105                     | 4,2 × 105 kg                 | la masse de la station spatiale internationale (420 tonnes).                                                                             |
| 105                     | 6 × 105 kg                   | la masse maximale du décollage de l'Antonov An-225 (l'avion le plus lourd du monde) (600 tonnes) ; charge utile : 250 tonnes             |
| 106 gigagramme (Gg)     | 1,5 × 106 kg                 | la masse d'une porte individuelle de la barrière de la Tamise                                                                            |
| 106 gigagramme (Gg)     | 2,041 × 106 kg               | la masse au lancement de la navette spatiale américaine (2 041 tonnes)                                                                   |
| 107                     | 1,1 × 107 kg                 | la masse de la production annuelle du thé Darjeeling (11 000 tonnes)                                                                     |
| 107                     | 4,6 × 107 kg                 | la masse du Titanic (46 000 tonnes) |
| 107                     | 9,97 × 107 kg                | le train le plus lourd (99 700 tonnes) : le BHP Iron Ore en Australie, record 2001                                                       |
| 108                     | 6,5 × 108 kg                 | le plus grand bateau, Knock Nevis, lorsqu'il est chargé (650 000 tonnes)                                                                 |
| 109 téragramme (Tg)     | 4,4 × 109 kg                 | la quantité de matière convertie en énergie par le Soleil chaque seconde.                                                                |
| 109 téragramme (Tg)     | 6 × 109 kg                   | la masse de la grande pyramide de Gizeh                                                                                                  |
| 10                      | 6 × 1010 kg                  | la quantité de béton dans le barrage des trois gorges en Chine, la plus grande structure de béton du monde                               |
| 1011                    | 2 × 1011 kg                  | la quantité d'eau stockée dans les réservoirs de Londres (0,2 km3)                                                                       |
| 1011                    | 3 × 1011 kg                  | la masse totale de la population humaine mondiale                                                                                        |
| 1011                    | 1–8 × 1011 kg                | la biomasse totale du Krill Antarctique, Euphausia superba, considérée comme la créature la plus abondante de la planète                 |
| 1012 pétagramme (Pg)    | 3,91 × 1012 kg               | la production de pétrole mondiale en 2001                                                                                                |
| 1013                    |                              | |
| 1014                    | 2–3 × 1014 kg                | la quantité de roche qui a explosé dans l'éruption volcanique du Mont Tambora en 1815                                                    |
| 1015 exagramme (Eg)     | 1 × 1015 kg                  | la quantité totale estimée des réserves mondiales de charbon économiquement accessibles en utilisant les technologies minières actuelles |
| 1016                    | 1 × 1016 kg                  | (951) Gaspra, le premier astéroïde approché de très près par un vaisseau spatial                                                         |
| 1017                    | 1.6 × 1017 kg                | Prométhée (lune), un satellite de la bordure interne de l'anneau F de Saturne.                                                           |
| 1018 zettagramme (Zg)   | 5 × 1018 kg                  | la masse de l'atmosphère terrestre |
| 1018 zettagramme (Zg)   | 5,7 × 1018 kg                | Hypérion, une lune de Saturne |
| 1019                    | 3 × 1019 kg                  | Junon, le cinquième plus grand astéroïde de la ceinture d'astéroïdes principale                                                          |
| 1020                    | 8,7 × 1020 kg                | Cérès, le plus grand astéroïde dans la ceinture d'astéroïdes principale (maintenant officiellement une planète naine)                    |
| 1021 yottagramme (Yg)   | 1,35 × 1021 kg               | la masse des océans de la Terre |
| 1021 yottagramme (Yg)   | 1,6 × 1021 kg                | Charon, la lune de Pluton |
| 1021 yottagramme (Yg)   | 2,3 × 1021 kg                | la masse totale de la ceinture d'astéroïdes principale                                                                                   |
| 1022                    | 1,3 × 1022 kg                | la masse de la planète naine Pluton |
| 1022                    | 1,5 × 1022 kg                | Triton, la plus grande lune de Neptune                                                                                                   |
| 1022                    | 7,35 × 1022 kg               | la Lune de la Terre |
| 1023                    | 1,3 × 1023 kg                | Titan, la plus grande lune de Saturne |
| 1023                    | 1,5 × 1023 kg                | Ganymède, la plus grande lune de Jupiter                                                                                                 |
| 1023                    | 3,302 20 × 1023 kg           | Mercure |
| 1023                    | 6,418 50 × 1023 kg           | Mars. |
| 1024 ronnagramme (Rg)   | 4,868 50 × 1024 kg           | Vénus. |
| 1024 ronnagramme (Rg)   | 5,973 6 × 1024 kg            | la Terre |
| 1025                    | 1,134 7 × 1025 kg            | l'estimation la plus basse de la masse du nuage d'Oort                                                                                   |
| 1025                    | 8,684 90 × 1025 kg           | Uranus. |
| 1026                    | 1,024 40 × 1026 kg           | Neptune. |
| 1026                    | 5,683 19 × 1026 kg           | Saturne. |
| 1026                    | 6,0 × 1026 kg                | l'estimation la plus haute de la masse du nuage d'Oort                                                                                   |
| 1027 quettagramme (Qg)  | 1,898 70 × 1027 kg           | Jupiter. |
| 1028                    | 1–17 × 1027 kg               | naines brunes |
| 1029                    | 3,4 × 1029 kg                | l'étoile de Barnard, une naine rouge proche                                                                                              |
| 1030                    | 2 × 1030 kg                  | le Soleil; une masse solaire |
| 1030                    | 2,9 × 1030 kg                | la limite de Chandrasekhar (1,44 masses solaires)                                                                                        |
| 1031                    | 4 × 1031 kg                  | Bételgeuse, une supergéante rouge |
| 1032                    | 5,3 × 1032 kg                | R136a1, l'étoile la plus massive connue (265 masses solaires)                                                                            |
| 1033                    |                              | |
| 1034                    |                              | |
| 1035                    |                              | |
| 1036                    | 2 × 1036 kg                  | le trou noir supermassif au centre de notre galaxie, associé à la source radio Sagittarius A*                                            |
| 1037                    |                              | |
| 1038                    |                              | la masse typique d'un amas globulaire |
| 1039                    |                              | |
| 1040                    |                              | |
| 1041                    | 3,6 × 1041 kg                | la masse visible de la Voie lactée |
| 1042                    | 2 × 1042 kg                  | la masse totale de la Voie lactée |
| 1043                    |                              | |
| 1044                    |                              | |
| 1045                    |                              | |
| 1046                    | 2 × 1046 kg                  | le superamas de la Vierge |
| 1046                    | 4 × 1046 kg                  | le Grand Attracteur |
| 1047                    |                              | |
| 1048                    |                              | |
| 1049                    |                              | |
| 1050                    |                              | |
| 1051                    |                              | |
| 1052                    |                              | |
| 1053                    |                              | |
| 1054                    |                              | |
| 1055                    |                              | |
| 1056                    |                              | |
| 1057                    |                              | |
| 1058                    |                              | |
| 1059                    |                              | |
| 1060                    | 1,6 × 1060 kg                | la masse de l'Univers connu |